# روبرتو نوبيل
روبرتو نوبيل (11 نوفمبر 1947 - 30 يوليو 2022)، هو ممثل وكاتب سيناريو إيطالي، ولد في فيرونا، وتوفي في روما.

## أعمال

### أفلام
- (1990) الجميع بخير
- (2009) تسعة[2]

## وصلات خارجية
- روبرتو نوبيل على موقع IMDb (الإنجليزية)
- روبرتو نوبيل على موقع ألو سيني (الفرنسية)
- روبرتو نوبيل على موقع أول موفي (الإنجليزية)
- روبرتو نوبيل على موقع قاعدة بيانات الأفلام السويدية (السويدية)
- روبرتو نوبيل على موقع قاعدة بيانات الفيلم (الإنجليزية)
- روبرتو نوبيل على موقع كينوبويسك (الروسية)